# Johann-Egbert Gossler
Johann-Egbert Gossler (16 de Novembro de 1914 - 21 de Novembro de 1943) foi um comandante de U-Boot que serviu na Kriegsmarine durante a Segunda Guerra Mundial.